# Jan Lauda
Jan Lauda (ur. 4 kwietnia 1896 w Pradze, zm. 11 marca 1959 tamże) – czeski rzeźbiarz, nauczyciel akademicki, Artysta narodowy Czechosłowacji.
Po urodzeniu jego nazwisko brzmiało Louda, zostało zmienione na Lauda w 1923.

## Życiorys
Jego rodzicami byli Jan Josef Lauda i Maria Františka Lauda z domu Novotná. Miał dwie siostry.  Mieszkali przy ulicy Nerudovej w Pradze.
Został praktykantem w hucie ceramiki praskiej katedry św. Powitanie. W latach 1913–1914 studiował u profesora Josefa Drahoňovskiego w Szkole Sztuk Stosowanych w Pradze. W 1916 roku został powołany do służby wojskowej. W latach 1917–1922 studiował w Akademii Sztuk Pięknych w Pradze pod kierunkiem profesora Jana Štursy. Od 1921 dzielił pracownię z Otto Gutfreundem, a od 1922 do 1925 współpracował z Janem Štursą.
W latach 1922–1924 odbył wiele podróży studyjnych do Niemiec, Austrii, Holandii, Francji, Włoch, Anglii i Szwajcarii. W 1937 został mianowany profesorem Szkoły Sztuk Stosowanych w Pradze, a w 1946 przeniósł się do Akademii Sztuk Pięknych w Pradze, gdzie pracował jako profesor aż do śmierci.
Zmarł 11 marca 1959 roku w Pradze. Pochowany został w Slavínie na Cmentarzu Wyszehradzkim.

## Twórczość
Był przedstawicielem tzw. sztuki społecznej. Skupiał się na rzeźbie, później na portrecie. Spośród materiałów preferował gips i wypalaną glinę, którą czasami kolorował.
Dzieło rzeźbiarskie charakteryzuje się lapidarium i umiarem w formie plastycznej, zabudowanej w prostych bryłach i powierzchniach. Wspólnie z rzeźbiarzem Václavem Žaludem stworzył pomnik Komeńskiego dla Amsterdamu, oprócz dzieł figuralnych (Siedząca dziewczyna, Kąpiel) stworzył także płaskorzeźby (Kuzyni wiewiórki, Stworzenie węgla). Po 1945 roku skupił się na portrecie. Jego rzeźby zwierząt określane były jako wybitne.
Twórczość Jana Laudy reprezentowana jest w zbiorach Galerii Narodowej w Pradze, Galerii Miasta Stołecznego Pragi, Galerii Morawskiej w Brnie, Galerii Sztuk Pięknych w Ostrawie, Muzeum Sztuki w Ołomuńcu, Galerii Regionalnej w Libercu, Galerii Sztuki Nowoczesnej w Hradcu Králové.

## Nagrody
- Złoty medal na Wystawie Sztuki Dekoracyjnej w Paryżu (1925)[2]
- Dyplom honorowy na Wystawie Światowej w Paryżu (1937)[2]
- I nagroda Czeskiej Akademii Sztuk Pięknych (1940)[2]
- Nagroda Państwowa (1944)[2]
- Laureat Nagrody Państwowej, za popiersie Lenina (1951)[2]
- Order Pracy (1955)[2][4]
- Grand Prix na Wystawie Światowej Expo'58 w Brukseli, z zespołem (1958)[2]
- Artysta narodowy (1958)[2][5]